# Psychose d'hypersensibilité à la dopamine
 (septembre 2021).
- Si vous ne connaissez pas le sujet, laissez ce bandeau (vous pouvez alors contacter les auteurs).
- Si vous supprimez le contenu mis en cause (vous pouvez préalablement contacter les auteurs),

argumentez précisément cette suppression dans la page de discussion
(un manque de référence n'est pas un argument ; une recherche réelle de référence doit avoir été effectuée, être formellement documentée).
Le terme psychose d'hypersensibilité à la dopamine est utilisé pour parler de l'apparition spontanée d'épisodes psychotiques et/ou de l'apparition d'une dyskinésie tardive à la suite du sevrage d'un médicament antipsychotique.
Certaines études ont mentionné des symptômes de sevrage, notamment une psychose de sevrage après l'arrêt de la clozapine, et ont tenté d'expliquer ce symptôme grave par l'hypersensibilité des récepteurs de la dopamine. Ce phénomène, appelé psychose d'hypersensibilité, peut être expliqué par le développement d'une tolérance à l'égard de l'effet du médicament. Dans la littérature, il existe plusieurs cas de psychose d'hypersensibilité lors de l'utilisation d'autres neuroleptiques.
Les discussions plus importantes sur le sevrage d'autres antipsychotiques portent généralement sur la dyskinésie tardive, un effet secondaire beaucoup plus important et durable du traitement antipsychotique.

## Histoire de la notion
Lorsque la psychose d'hypersensibilité a été explorée en 1978, une préoccupation majeure était l'augmentation de la résistance aux médicaments, nécessitant des doses plus élevées ou ne répondant pas à des doses plus élevées. Certains articles utilisent le terme psychose tardive pour faire référe
nce à ce concept spécifique. Cependant, des articles ont contesté sa validité,. La condition a été découverte chez très peu de personnes,. Palmstierna affirme que la psychose tardive est une combinaison de « plusieurs phénomènes différents et pas nécessairement corrélés liés au traitement neuroleptique de la schizophrénie » 

## Mécanismes
L'objectif d'une étude publiée en 2006 sur les voies neuronales, avec modèles murins, est d'identifier une cible ou un biomarqueur de la sensibilité aux produits neurochimiques, qui est commune à de nombreux modèles animaux de psychoses humaines associées aux drogues de rue, aux lésions cérébrales, à l'utilisation de stéroïdes, aux lésions congénitales et aux altérations génétiques.
L'effet de tous ces médicaments et lésions chez le rat entraînent une augmentation de l'hypersensibilité à la dopamine et une augmentation de 200 à 400 % des récepteurs de dopamine D2, dans le striatum.
Une hypersensibilité et une élévation de D2 similaires sont observées chez les rats nés par césarienne et les rats traités à la corticostérone ou aux antipsychotiques tels que la réserpine, la rispéridone, l'halopéridol, l'olanzapine, la quétiapine et la cyclozapine.
Les souris porteuses de réplications de gènes prédisposant à la schizophrénie sont hypersensibles à la dopamine et leur striatum révèlent des états de D2 élevés marqués.
Le comportement des modèles testés se caractérise par des altérations locomotrices après la prise d'amphétamines, ce qui montrerait une augmentation des agonistes à la dopamine, ainsi que d'autres altérations neurologiques et cognitives.
L'hypersensibilité à la dopamine est ainsi définie comme un mécanisme secondaire, ou compensatoire, à des anomalies neurologiques. Compte tenu des nombreuses interconnexions neurales dans le cerveau, il est raisonnable, selon cette étude, de s'attendre à ce que le striatum subisse des altérations biochimiques après une lésion ou une sensibilisation par des psychotomimétiques, conduisant à une grande variété clinique de psychoses.